# آدامز فاند
آدامز فاند (انگلیسی: Adams Funds) شرکت سرمایه‌گذاری آمریکایی است، که در سال ۱۸۵۴ توسط آلوین آدامز تأسیس شد.